# Михайло Всеволодович (князь пронський)
Михайло Всеволодович (? — 20 липня 1217, Ісади) — пронський князь (1207—1217), син Всеволода Глібовича, князя Пронського і Коломенського. При хрещенні отримав ім'я Кир.

## Біографія
1207 року після вторгнення у Велике князівство Рязанське брата Андрія Боголюбського, Всеволода Велике Гніздо, виїхав з Пронська до Чернігова шукати допомогу.
Обороною Пронська керував його двоюрідний брат Ізяслав Володимирович, але зазнав поразки, і Пронське князівство захопив Олег Володимирович.
Взимку 1208/1209 р. Михайло Всеволодович і Ізяслав Володимирович спробували повернути свої землі й пішли в похід на Володимиро-Суздальське князівство, але були розбиті в околицях Москви Юрієм Всеволодовичем.
Бл. 1208 року Михайло був одружений з Вірою-Оленою, донькою Великого князя Київського і Чернігівського Всеволода Святославича.
Іпатіївський літопис згадує його сина Кюра Михайловича, який приніс звістку про монгольську навалу у Владимир 1237 року (і загинув під час навали). Згідно інших джерел сина Михайла звали Всеволодом.
20 липня 1217 Михайло був підступно вбитий (разом з 5 іншими князями) Глібом і Костянтином Володимировичами на «княжому з'їзді» в Ісадах.